# Kościół Matki Bożej Częstochowskiej w Kossowie
Kościół Matki Bożej Częstochowskiej – rzymskokatolicki kościół parafialny należący do dekanatu szczekocińskiego diecezji kieleckiej.

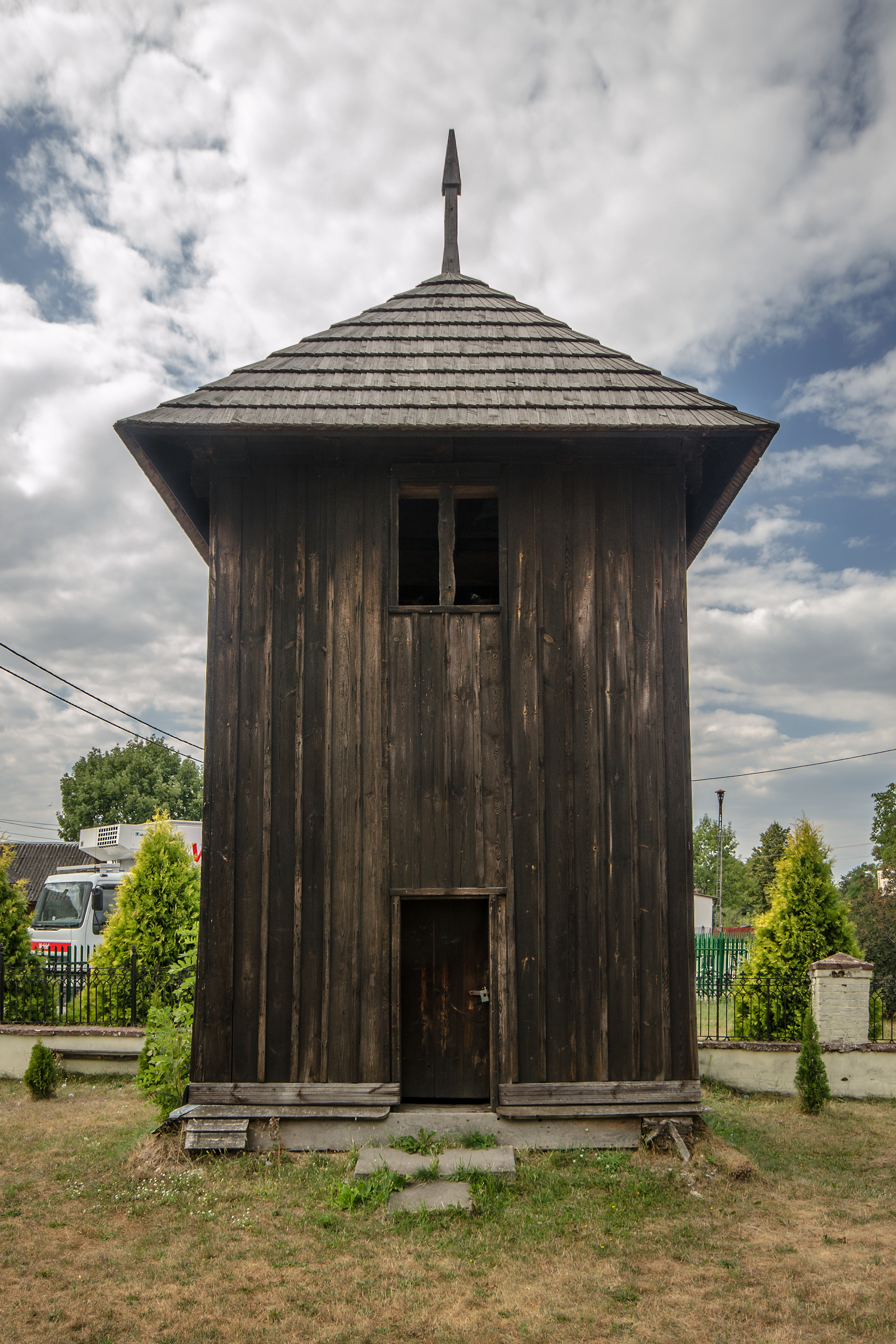
Dzonnica

Jest to świątynia wzniesiona w 1765 roku. Ufundowała ją Józefina Michalowska. Istnieje przypuszczenie, świątynia została zbudowana już około połowy XVII wieku. W latach 1937, 1957 i 1972 roku kościół był remontowany.
Jest to budowla drewniana, jednonawowa, posiadająca konstrukcję sumikowo – łątkowej. Kościół jest orientowany. Posiada prezbiterium mniejsze od nawy, trójbocznie zamknięte, z boku przylega do niego zakrystia. Z przodu nawy znajduje się kruchta. Świątynia nakryta jest dachem dwukalenicowym, złożonym z gonta, na dachu jest umieszczona ośmioboczna wieżyczka blaszana na sygnaturkę. Zwieńcza ją dach hełmowy z latarnią. Wnętrze nakryte jest stropem belkowym, obejmującym nawę i prezbiterium. Chór muzyczny jest mały, podpierają go dwa słupy drewniane o prostej linii parapetu. Podłoga została wykonana z desek. Na profilowanej belce tęczowej znajdują się: gotycki krucyfiks wykonany około 1380 – 90 roku oraz figury Matki Boskiej i Świętego Jana. Ołtarz główny pochodzi z około 1818 roku i znajdują się w nim: obraz Matki Boskiej z Dzieciątkiem powstały na przełomie XVI i XVII wieku oraz figury aniołów powstałe około 1640 roku. Kamienna kropielnica znajduje się w kruchcie.